# 鵝媽媽 (拉威爾)
《鵝媽媽》（法語：Ma mère l'Oye，法語發音：[ma mɛʁ lwaj]）是法國作曲家拉威爾於1910年完成的四手聯彈鋼琴組曲。

## 創作背景
拉威爾曾於1889年6月2日於巴黎舉行首個鋼琴獨奏會，同年入讀巴黎音樂學院鋼琴系，巴黎市於1889年舉行了大型的世界博覽會，是次博覽會除展示法國的艾菲爾鐵塔及該國之創新科技成就，亦進行世界各國間文化交流，到訪者尚包括來自印尼峇里之木琴手，原本與鋼琴家無緣的拉威爾﹐亦由此激發起他的想像力，嘗試作曲。初時他的作品以鋼琴為主，但由於他喜歡異國色彩的關係，他後來亦重視管弦樂創作，更嘗試改編自己之鋼琴作品予樂團，包括《鵝媽媽》。
原本無兒無女的拉威爾，偶然被機械玩具及童話故事所吸引，他亦有好幾部作品都用上了這些元素。廿九歲的時候，作曲家本人認識了高迪斯基夫婦—愛達及塞比安，三人的友誼發展得很愉快，拉威爾還常常造訪他們近楓丹白露之別墅。拉威爾很喜歡高迪斯基夫婦及兩名幼兒—八歲的美美及六歲的尚恩，並於1910年參考十七和十八世紀法國作家夏爾·佩羅（Charles Perrault）、歐諾瓦伯爵夫人（Comtesse d'Aulnoy）及波蒙夫人之傳統故事撰寫鋼琴二重奏《鵝媽媽》組曲，並以「五首兒童作品」為副題，獻予「我的小朋友美美與尚恩」。作品於1910年4月20日首演，然而由於高迪斯基兩子女琴技未足應付之緣故，故由六歲的賴蕾及七歲的杜朗妮擔當演奏。翌年拉威爾把組曲，配上管弦樂器，再改為芭蕾舞曲，新作於1912年1月29日於巴黎藝術劇院首演。

## 內容大要
《鵝媽媽》組曲由5首曲子組成，分別為：
1. 睡美人的帕凡舞曲（Pavane de la Belle au Bois Dormant）：描繪美麗的公主如夢如幻般的在跳舞。
2. 拇指仙童（Petit Poucet）：描述矮子一邊走路、一邊掉下麵包屑，小鳥吱吱喳喳地吃去麵包屑（包括當中的布穀鳥）。
3. 瓷娃娃的女皇（Laideronnette, Impératrice des Pagodes）：講述一位其貌不揚的東方公主出浴，耳邊響起的正好是拉威爾於1889年巴黎世博中，初次聽到之中國鑼鼓及木琴聲。
4. 美女與野獸的對話（Les Entretiens de la Belle et de la Běte）：野獸得美人歸後不久，展現低音的嗥叫。
5. 神仙花園（Le Jardin féerique）：以溫婉樂章呼喚兒時天真的微妙世界，並逐漸推向欣喜若狂之高潮。

## 衍生作品
- 1911年，拉威尔改编了管弦樂團的版本。
- 另外，擴寫的芭蕾舞曲版本也在1911年完成。這個版本除了原來的五個樂章之外，在其間新增了四首間奏曲，此外還新作了二個樂章，成為總共十一樂章的芭蕾組曲。